# Yaginumaella hybrida
Yaginumaella hybrida là một loài nhện trong họ Salticidae. Loài này được phát hiện ở Bhutan.